# Albert de Brunswick-Wolfenbüttel
Albert de Brunswick-Wolfenbüttel (* 4 mai 1725 à Brunswick; † 30 septembre 1745 , lors de Bataille de Soor) est un Major-général prussien.
Il est le fils de Ferdinand-Albert II de Brunswick-Wolfenbüttel et de son épouse, Antoinette de Brunswick-Wolfenbüttel (1696-1762).

## Biographie
En 1738, il est capitaine de Grenadiers du régiment de son frère Ferdinand de Brunswick-Lunebourg, la même année, il lutte contre les turcs. En octobre 1743, il est capitaine dans les gardes à cheval danois. En 1744, il reçoit l'autorisation de ses parents, de servir comme volontaire sous le général anglais George Wade dans les pays-Bas, avec le grade de lieutenant-colonel. En 1745, il entre au service de la Prusse, et devient général de division, commandant le régiment d'Infanterie N° 39, qui auparavant appartenait à son frère, et combat avec lui dans la Bataille de Hohenfriedberg. Il est tombé le 30 septembre à la Bataille de Soor. Son successeur en tant que commandant du régiment est son frère Frédéric-François.
Son frère Charles Ier de Brunswick-Wolfenbüttel laisse le corps dans Église Saint-Blaise de Brunswick et il est enterré le 19 octobre 1745 dans le tombeau familial.